# Municipio de Utica (Indiana)
El municipio de Utica (en inglés: Utica Township) es un municipio ubicado en el condado de Clark en el estado estadounidense de Indiana. En el año 2010 tenía una población de 6016 habitantes y una densidad poblacional de 105,56 personas por km².

## Geografía
El municipio de Utica se encuentra ubicado en las coordenadas 38°21′42″N 85°40′49″O / 38.36167, -85.68028. Según la Oficina del Censo de los Estados Unidos, el municipio tiene una superficie total de 56.99 km², de la cual 56.05 km² corresponden a tierra firme y (1.65%) 0.94 km² es agua.

## Demografía
Según el censo de 2010, había 6016 personas residiendo en el municipio de Utica. La densidad de población era de 105,56 hab./km². De los 6016 habitantes, el municipio de Utica estaba compuesto por el 89.06% blancos, el 6.48% eran afroamericanos, el 0.3% eran amerindios, el 1.23% eran asiáticos, el 0.03% eran isleños del Pacífico, el 1.06% eran de otras razas y el 1.83% pertenecían a dos o más razas. Del total de la población el 2.71% eran hispanos o latinos de cualquier raza.